# Okres Franches-Montagnes
Okres Franches-Montagnes (francouzsky District des Franches-Montagnes) je švýcarský okres v kantonu Jura. Správním centrem je Saignelégier. Žije zde asi 10 000 obyvatel. Zahrnuje velkou část regionu Franches-Montagnes na jihozápadě kantonu a jižní část oblasti Clos du Doubs. Dne 1. ledna 2009 bylo území bývalých obcí Epiquerez a Epauvillers přiřazeno k okresu Porrentruy a vznikla tak sloučená obec Clos du Doubs.
Převažujícím a jediným úředním jazykem je francouzština. Neexistuje žádný druhý hlavní jazyk s podílem nad 10 %, ačkoli respondenti mohli uvést až tři jazyky. Plynně německy hovoří 6 %, francouzsky 92 %, italsky 2 % a anglicky 2 % obyvatel. Ostatní jazyky jsou zastoupeny pouze 8 %, což je ve srovnání se švýcarským průměrem (19,5 %) velmi malý podíl.

## Přehled obcí
| Znak         | Název obce   | Německý název  | Počet obyvatel (31. 12. 2022) | Rozloha (km²) | Hustota zalidnění (obyv./km²) |
| ------------ | ------------ | -------------- | ----------------------------- | ------------- | ----------------------------- |
| Lajoux       | Lajoux       |                | 705                           | 12,39         | 57                            |
| Le Bémont    | Le Bémont    |                | 308                           | 11,68         | 26                            |
| Le Noirmont  | Le Noirmont  | Schwarzenberg  | 1902                          | 20,39         | 93                            |
| Les Bois     | Les Bois     | Rudisholz      | 1258                          | 24,71         | 51                            |
| Les Breuleux | Les Breuleux | Brandisholz    | 1611                          | 14,87         | 108                           |
| Les Enfers   | Les Enfers   |                | 156                           | 7,12          | 22                            |
| Les Genevez  | Les Genevez  |                | 510                           | 13,63         | 37                            |
| Montfaucon   | Montfaucon   | Falkenberg     | 551                           | 18,25         | 30                            |
| Muriaux      | Muriaux      | Spiegelberg    | 511                           | 16,88         | 30                            |
| Saignelégier | Saignelégier | Sankt Leodegar | 2575                          | 31,67         | 81                            |
| Saint-Brais  | Saint-Brais  | Sankt Brix     | 228                           | 15,16         | 15                            |
| Soubey       | Soubey       |                | 118                           | 13,49         | 9                             |
| Celkem (12)  | Celkem (12)  |                | 10 433                        | 200,24        | 52                            |